# Odontota scapularis
Odontota scapularis là một loài bọ cánh cứng trong họ Chrysomelidae. Loài này được Olivier miêu tả khoa học năm 1808. Loài này được tìm thấy ở Bắc Mỹ.